# Kimi no soba ni iru yo
Kimi no soba ni iru yo (君のそばにいるよ, lit. Allà estaré) és una cançó gravada per la cantant japonesa Misia. És el tema principal de la pel·lícula d'acció en directe de Warner Bros. Pictures del 2017 Fullmetal Alchemist. Va ser escrita per Misia, amb lletres que representen el vincle fraternal entre els dos personatges principals, Edward i Alphonse, i composta pel músic japonesos Ichi, amb l'ajuda de Mayu Wakisaka.

## Antecedents i composició
La cançó, que es la va presentar inicialment Misia cinc anys abans, va ser reelaborada per ella mateix i per Ichi específicament per tenir en compte la pel·lícula. El 26 de setembre de 2017, es va anunciar que la cantant havia gravat la cançó per Fullmetal Alchemist i que s'estrenaria el 29 de novembre de 2017, la mateixa setmana que el film. Kimi no soba ni iru yo està escrit en la tonalitat de mi bemoll menor amb un tempo comú de 128 pulsacions per minut.

## Vídeo musical
Després de l'anunci de llançament, un vídeo musical que l'acompanya, dirigit pel director de Fullmetal Alchemist, Fumihiko Sori, es va rodar als Toho Studios i es va estrenar al canal de YouTube de Misia el 24 de novembre de 2017.